# 리 대수 반직접합
리 대수 이론에서, 반직접합(半直接合, 영어: semidirect sum)은 두 리 대수의 직합 위에 정의되는 리 대수 구조이다. 이는 리 군의 반직접곱의 무한소 형태로 생각할 수 있다. 추상적으로, 리 대수의 범주는 아벨 범주를 이루지 못하므로, 직합이 아닌 반직접합이 존재한다.

## 정의
다음과 같은 데이터가 주어졌다고 하자.
- 가환환 {\displaystyle K}
- {\displaystyle K} 위의 두 리 대수 {\displaystyle {\mathfrak {n}}}, {\displaystyle {\mathfrak {h}}}
- 리 대수 준동형 {\displaystyle \psi \colon {\mathfrak {h}}\to {\mathfrak {der}}({\mathfrak {n}})}
  - 여기서 {\displaystyle {\mathfrak {der}}(-)}는 미분 리 대수이다.

그렇다면, {\displaystyle K}-가군 {\displaystyle {\mathfrak {n}}\oplus _{K}{\mathfrak {h}}} 위에 다음과 같은 리 대수 구조를 정의하자.
{\displaystyle [h,n]=\psi (h)n\qquad \forall h\in {\mathfrak {h}},\;n\in {\mathfrak {n}}}
{\displaystyle [h,h']=[h,h']_{\mathfrak {h}}\qquad \forall h,h'\in {\mathfrak {h}}}
{\displaystyle [n,n']=[n,n']_{\mathfrak {n}}\qquad \forall n,n'\in {\mathfrak {n}}}
이를 {\displaystyle {\mathfrak {n}}}과 {\displaystyle {\mathfrak {h}}}의 {\displaystyle \psi }에 대한 반직접합이라고 하며, {\displaystyle {\mathfrak {n}}\oplus _{\psi }{\mathfrak {h}}}로 표기한다. 만약 {\displaystyle \psi }가 상수 함수 0이라면, 이는 리 대수의 직합과 같다.

## 성질
군의 반직접곱과 마찬가지로, 리 대수의 반직접합에 대하여 분할 완전열
{\displaystyle 0\to {\mathfrak {n}}\to {\mathfrak {n}}\oplus _{\psi }{\mathfrak {h}}\to {\mathfrak {h}}\to 0}
이 존재한다. 즉, {\displaystyle {\mathfrak {n}}}은 {\displaystyle {\mathfrak {h}}\oplus _{\psi }{\mathfrak {n}}}의 리 대수 아이디얼을 이룬다.
반대로, 리 대수의 짧은 완전열
{\displaystyle 0\to {\mathfrak {n}}\to {\mathfrak {g}}\,{\overset {\pi }{\to }}\,{\mathfrak {h}}\to 0}
가 주어졌을 때, 만약 이 완전열이 오른쪽 분할 완전열이라면 (즉, {\displaystyle \pi \circ \sigma =\operatorname {id} _{\mathfrak {h}}}가 되는 리 대수 준동형 {\displaystyle \sigma \colon {\mathfrak {h}}\to {\mathfrak {g}}}가 존재한다면), 이를 통해
{\displaystyle {\mathfrak {g}}={\mathfrak {n}}\oplus _{\psi }{\mathfrak {h}}}
로 표현할 수 있다.

### 리 군과의 관계
두 리 군 {\displaystyle H}, {\displaystyle N}이 주어졌으며, {\displaystyle H}가 {\displaystyle N} 위에 매끄럽게 작용한다고 하자.
{\displaystyle H\times N\to N}
이는 자연스럽게 리 대수 준동형
{\displaystyle \psi \colon {\mathfrak {lie}}(H)\to {\mathfrak {der}}({\mathfrak {lie}}(N))}
을 정의한다.
그렇다면, 이를 통해 반직접곱 리 군 {\displaystyle N\rtimes H}를 정의할 수 있다. 이 경우, 표준적으로 다음과 같은 리 대수 동형이 존재한다.
{\displaystyle {\mathfrak {lie}}(H)\oplus _{\psi }{\mathfrak {lie}}(N)\cong {\mathfrak {lie}}(N\rtimes H)}
즉, 반직접곱의 리 대수는 리 대수의 반직접합이다.

## 참고 문헌
- Ostrowski, Tadeusz (2013). “A note on semidirect sum of Lie algebras”. 《Discussiones Mathematicae — General Algebra and Applications》 (영어) 33: 233–247. doi:10.7151/dmgaa.1208.[깨진 링크(과거 내용 찾기)]